# Bakura
A Bakura a Csillagok háborúja kitalált univerzumban egy kicsi, idillikus bolygó.

## Helyzete
Az ismert világűr szélén helyezkedik el, nem sokkal a Moddell szektoron kívül.

## Leírása
A bolygón sokat esik az eső. A Bakura állította elő a Galaktikus Birodalom néhány csillagrombolóját. Stratégiai fémeket és antigravitációs technológiát is exportál, továbbá itt állítják elő a namana nevű addiktív, hallucinogén anyagot, amiből szopogatni való cukorkát állítanak elő. A bolygó ismert antigravitációs iparáról. A lakosság bizalmatlan a droidokkal szemben, mert valamikor régen hibásan működő automaták sokat megöltek a telepesek közül. Az idegeneket sem fogadják szívesen.

## Története
Itt kötött egymással fegyverszünetet a Galaktikus Birodalom és az Új Köztársaság nem sokkal Palpatine császár halála után. Itt zajlott le a bakurai ütközet az értelmes hüllőszerű ssi-ruukok ellen, akik emberi foglyaikat a háborús gépezeteik működtetésére használták fel. A yuuzhan vongok elleni háborúban a Ssi-ruuvi Birodalom megkísérelte beolvasztani a Bakura bolygót a birodalomba egy megtévesztés alkalmazásával. Ssi-ruuvi szolgák jól időzített lázadást színleltek, de a p'w'eckek megmentették a helyzetet. A yuuzhan vongok végül legyőzték a ssi-ruukokat. Az állandó politikai viszályok megkönnyítették a Birodalomnak, hogy átvegye az uralmat három évvel az Endori csata előtt. A bolygó erőteljes védelmi flottát hozott létre, s tizennégy évvel a távozása után Luke Skywalker visszatért ide, hogy kölcsönkérjen pár harci cirkálót egy Koréliai misszióhoz.
A küldetés végeredményben sikeres volt, de a kölcsön kapott cirkálók fele megsemmisült és Gaeriel Captison életét vesztette.
A klónháborúk alatt Dooku grófnak titkos bázisa volt a Bakurán, ahol fogva tartotta Sora Bulq jedi lovagot, akit az Erő Sötét Oldala felé fordított.

## Élővilága
A Bakura egyetlen őslakos, értelmes faja a kurtzen, de emberek sokkal nagyobb számban élnek itt.
Őslakos állatai a vajgőte (butter newt) és a ragadozó bakurai cratsch. Növényei között vannak a pokkta cserje és a passion-bud szőlő.

## MegjelenéseCsillagok háborújaművekben
A Star Wars Rogue Squadron III című számítógépes játékban Wedge Antilles kommandósokat vezetett a Bakurára, ahol fogva tartott lázadókat szabadítottak ki.
A Bakura a fő helyszín Kathy Tyers regényében, a The Truce at Bakura-ban. Ezt a bolygót látogatja meg Jaden Korr a Star Wars Jedi Knight: Jedi Academy című játékban.

## Fordítás
- Ez a szócikk részben vagy egészben  a   List_of_Star_Wars_planets_(A-B)#Bakura című angol Wikipédia-szócikk fordításán alapul.  Az eredeti cikk szerkesztőit annak laptörténete sorolja fel. Ez a jelzés csupán a megfogalmazás eredetét és a szerzői jogokat jelzi, nem szolgál a cikkben szereplő információk forrásmegjelöléseként.